# Big Three (tenis)
Los Tres Grandes (Big Three en inglés) es un apodo común en el tenis para el trío formado por Novak Djokovic, Roger Federer y Rafael Nadal, cada uno considerado como uno de los mejores jugadores de todos los tiempos. El trío ha dominado el tenis individual masculino durante casi dos décadas, ganando colectivamente 66 torneos individuales importantes; Djokovic lidera con un récord histórico de 24 títulos, seguido por Nadal con 22 y Federer con 20. Han sido clasificados como No. 1 del mundo en singles por un total de 947 semanas (equivalente a 18 años); Djokovic por un récord de 428 semanas, Federer por 310 y Nadal por 209. Uno de los tres terminó la temporada como el jugador No. 1 de fin de año todos los años desde 2004 hasta 2021, con la excepción del 2016. Han ocupado colectivamente las tres primeras posiciones del ranking ATP de fin de año ocho veces; en 2007, 2008, 2009, 2010, 2011, 2014, 2018 y 2019.
 Antes de la adopción del término Big Three, existían los Big Four, un término similar utilizado desde aproximadamente 2008 hasta 2017 para describir el cuarteto más grande de Federer, Nadal, Djokovic y su rival más cercano y consistente, Andy Murray. Aunque el volumen de logros de Murray no alcanzaría a los 'Tres Grandes', durante esos nueve años estuvo en la contienda de manera similar por los trofeos de Grand Slam y Masters, llegando a la final en los cuatro Majors al menos una vez, ganando varias Finales ATP y en los Juegos Olímpicos y llegar a lo más alto de la clasificación ATP. El término todavía se usa ocasionalmente para referirse al grupo. Tanto como trío como como cuarteto, han sido una parte fundamental de lo que se ha denominado una "era dorada" en el tenis masculino.
Federer fue el primero en destacarse después de ganar Wimbledon en 2003 y se convirtió en el número 1 del mundo después de ganar el Abierto de Australia en 2004. Nadal siguió en 2005 con un triunfo en el Abierto de Francia en su primer intento, incluida una victoria sobre Federer, y el dúo ocupó los dos primeros lugares de la clasificación ATP desde julio de 2005 hasta agosto del 2009. Desde 2007, Djokovic y Murray desafiaron cada vez más el dominio de Federer y Nadal con consistencia. Para 2011, Nadal declaró que su dominio conjunto con Federer había terminado, luego del ascenso de Djokovic y luego de Murray. Djokovic ha sido un jugador dominante desde principios de 2011, acercándose o superando gradualmente los logros profesionales de Federer y Nadal. A pesar de las lesiones ocasionales de los miembros individuales de los Tres Grandes, han mantenido su dominio colectivo en las mayores hasta 2023. Sin embargo, la aparición de nuevos jugadores, comúnmente conocidos como "Next Gen", han atenuado su dominio en la ATP. Finales y torneos Masters desde 2017.
Los Cuatro Grandes ocuparon regularmente los cuatro primeros lugares en las clasificaciones de fin de año entre 2008 y 2013 y se ubicaron entre los cuatro primeros del mundo de fin de año de 2008 a 2012, el período de dominio más largo para cualquier cuarteto de jugadores en la historia del tenis. Ocuparon los dos primeros lugares de forma continua desde el 25 de julio de 2005 hasta el 14 de marzo de 2021, así como la clasificación más alta desde el 2 de febrero de 2004 hasta el 28 de febrero de 2022, lo que significa que ningún jugador fuera de los Cuatro Grandes ocupó el puesto número 1 del mundo durante 18 años o estuvo en el top 2 durante casi 16 años. Los cuatro han alcanzado el ranking más alto de su carrera como No. 1 del mundo: Djokovic ha sido el No. 1 durante un récord de 428 semanas, Federer durante 310 semanas, Nadal durante 209 semanas y Murray durante 41 semanas. Djokovic fue el No. 1 de fin de año durante un récord de siete años, con Federer y Nadal durante cinco años cada uno, y Murray una vez.
En los torneos de Grand Slam, el trío es el líder de títulos de todos los tiempos; Djokovic ha ganado un récord de 24 majors, Nadal con 22 y Federer 20. Nadal ha ganado un récord de 14 títulos del Abierto de Francia, Djokovic un récord de 10 títulos del Abierto de Australia y Federer un récord de 8 títulos de Wimbledon. Cada uno de ellos ha completado un Grand Slam en su carrera al ganar los cuatro majors al menos una vez, con Nadal completándolo dos veces para un Grand Slam doble en su carrera y Djokovic completándolo tres veces para un Grand Slam triple en su carrera. Djokovic también ha completado un Grand Slam fuera del año calendario, lo que lo convierte en el único hombre en la historia en poseer los cuatro títulos principales a la vez en tres superficies diferentes. Nadal y Djokovic lograron cada uno un Surface Slam al ganar majors en canchas duras, de tierra batida y de césped en un año calendario, lo que los convierte en los únicos jugadores masculinos en la historia en lograrlo. El trío completó cada uno un Channel Slam, y Nadal lo logró dos veces. En los torneos Masters, el trío también son los tres primeros líderes del título; Djokovic lidera con un récord de 40 títulos, seguido por Nadal con 36 y Federer con 28. Djokovic es el único jugador masculino en lograr el Golden Masters de su carrera al ganar los nueve torneos Masters activos, una hazaña que ha completado dos veces. En las Finales ATP, ganaron 12 títulos, con Federer y Djokovic ganando un récord de seis títulos cada uno.
En representación de sus países, los Cuatro Grandes han desempeñado papeles vitales para llevar a sus países a la victoria en la Copa Davis, la Copa Hopman, la Copa ATP y los Juegos Olímpicos. En la Copa Davis, Nadal ayudó a España a ganar el título en cinco ediciones, Djokovic y Federer ayudaron a Serbia (2010) y Suiza (2014) a ganar su primer título en la competencia, y Murray ayudó a Gran Bretaña a ganar el título en 2015. En la Copa ATP, Djokovic llevó a Serbia a la victoria en la edición inaugural en 2020. En los Juegos Olímpicos, los Cuatro Grandes han ganado seis medallas de oro, dos de plata y una de bronce: Murray ganó un récord de dos medallas de oro en individuales y una de plata en dobles mixtos, Nadal ganó una medalla de oro en individuales (luego de lo cual logró un Golden Slam de su carrera) y un oro en dobles, Federer ganó una medalla de plata en individuales y una de oro en dobles, y Djokovic ganó una medalla de bronce en individuales y en 2024 ganó la medalla de oro olimpica. Federer es el único miembro que ganó la Copa Hopman para su nación, en 2001, 2018 y 2019.
De 2014 a 2016 fueron conocidos cariñosamente como los Cinco Grandes con Stanislas Wawrinka uniéndose a las filas al ganar tantos Grand Slams como Murray.

## Historia

### Era Fedal
Véase también: Rivalidad Federer-Nadal
2003 Wimbledon–2004: el ascenso de Federer a la cima del juego
Ver también: ATP Tours 2003 y 2004
Los primeros años de la década de 2000 fueron vistos como una época de transición en el tenis, con los campeones mayores retirándose y algunos jugadores abriéndose camino en la cima del juego. Roger Federer jugó por primera vez en el ATP Tour a los 17 años en 1998, terminando su primera temporada ATP completa al año siguiente. Al final de la temporada 2002, ocupaba el sexto lugar en el mundo. Su gran avance se produjo en 2003 cuando ganó su primer título importante en Wimbledon,  ganó los campeonatos de fin de año y terminó el año como el No. 2 detrás de Andy Roddick. Federer luego capturó tres de los cuatro majors en 2004, perdiendo solo en el Abierto de Francia, además de convertirse en el No. 1 el 2 de febrero y manteniendo la primera posición hasta fin de año. Federer ingresó a los Juegos Olímpicos de Verano de 2004 como gran favorito, pero perdió en la segunda ronda ante Tomáš Berdych.
Rafael Nadal ganó su primer partido ATP Tour a los 15 años en abril del 2002 y derrotó a Federer en su primer encuentro en el Abierto de Miami de 2004.